# Desiderio (filosofia)
Il desiderio è uno stato di affezione dell'io, consistente in un impulso volitivo diretto a un oggetto esterno, di cui si desidera la contemplazione, oppure, più facilmente, il possesso e/o la disponibilità. La condizione propria al desiderio comporta per l'io sensazioni che possono essere dolorose o piacevoli, a seconda della soddisfazione o meno del desiderio stesso. Dolore morale per la mancanza della persona amata o dell'oggetto o condizione di cui si ha assolutamente bisogno, ma anche la gradevole e coinvolgente sensazione di poter presto rivivere un momento o situazione in qualche modo piacevole, che la mente riesce a rievocare in modi più o meno evanescenti e/o realistici rispetto alle percezioni dell'esperienza effettivamente vissuta.

## Desideri naturali e desideri vani
I filosofi, sin dalle origini della filosofia, si sono domandati quale spazio dare ai desideri. Le risposte sono molto variegate. Dentro il Fedone, Platone espone l'idea di una via ascetica, o di come l'uomo debba lottare contro i desideri turbolenti del proprio corpo; i cirenaici, al contrario, fanno della soddisfazione di tutti i desideri il bene supremo. Tutte queste riflessioni conducono a stabilire numerosi distinguo, come per esempio fa Epicuro.

### La classificazione dei desideri secondo Epicuro
La morale epicurea è una morale che mette al centro i concetti di piacere come bene, e del dolore come il male. Per aspettarsi il benessere (l'atarassia), l'epicureo deve applicare le regole del "quadruplo rimedio":
- gli dèi non devono essere temuti;
- la morte non deve essere temuta dato che quando ci siamo noi, lei non c'è; quando lei c'è, non ci siamo noi;
- il dolore viene facilmente soppresso, oppure si muore;
- il benessere è facile da ottenere.

Questo in vista dell'ultimo che particolarmente ci fa pensare al desiderio. Epicuro classifica così i desideri:
| Desideri naturali            | Desideri naturali                          | Desideri naturali                | Desideri naturali                             | Desideri vani         | Desideri vani               |
| ---------------------------- | ------------------------------------------ | -------------------------------- | --------------------------------------------- | --------------------- | --------------------------- |
| Necessari                    | Necessari                                  | Necessari                        | Semplicemente naturali                        | Artificiali           | Irrealizzabili              |
| Per il benessere (atarassia) | Per la tranquillità del corpo (protezione) | Per la vita (nutrimento, riposo) | Variazione dei piaceri, ricerca del gradevole | Ex: ricchezza, gloria | Ex: desiderio d'immortalità |

Questa classificazione non può essere separabile da un'arte di vivere, dove i desideri sono l'oggetto di un preciso calcolo in vista della ricerca della felicità.

### Desiderio corporale
Nella forma più prettamente fisica, corrisponde all'eccitazione sessuale oppure alla fame o alla sete, di intensità più o meno marcata e più o meno duratura, che può anticipare oppure no la soddisfazione.
Di tutte le forme di desiderio, sono comunemente considerate più elevate quelle che aspirano a vette di bellezza, che rientra nei piaceri naturali, "ricerca del gradevole". Il desiderio può essere definito anche come una tensione verso un obiettivo. In questo senso il desiderio ci può muovere su un percorso che ci conduce a trasformarlo in realtà, ovvero il desiderio può rappresentare la molla che ci spinge a ricercare un sistema che ci conduca a passare dalla situazione attuale (SA) in cui ci troviamo a quella desiderata (SD). 
Tale percorso passa attraverso la comprensione del perché desideriamo alcune cose poiché si afferma che “se conosco il perché, l'obiettivo è già parte di me”. In realtà tutti i desideri che proviamo sono già parte di una nostra naturale propensione verso la vita e quindi realizzare un desiderio ci porta a “ritrovare” ciò che è già insito nel nostro essere. Desiderare davvero qualcosa significa conoscere il perché di quel desiderio. Il desiderio è strettamente correlato all'azione da compiere e all'obiettivo da raggiungere, infatti è impensabile che esista un'azione quando manca un obiettivo ed è impensabile che esista un obiettivo quando manca un desiderio.

### Desideri filosofici e sociologici
Secondo molti filosofi (per esempio Platone e Kant) la giustizia è la forma più alta di bellezza, e dunque il desiderio o sete di giustizia è quello più elevato. Per altri come Marx oppure Hegel il desiderio più elevato è quello dell'uguaglianza. Per Friedrich Nietzsche la massima aspirazione o desiderio dell'essere umano deve essere quella di diventare una persona che incarni il concetto del superuomo.

## Desiderio spirituale di trascendenza
In San Tommaso d'Aquino e nella religione medievale alla base delle religioni vi è il desiderio di trascendenza, di un ordine superiore, di un Dio, un concetto basilare della Divina Commedia di Dante. Ciò riguarda in egual misura il Politeismo, e il concetto di un essere supremo spirituale, non visibile, che prevalga e regola il mondo materiale, immanente. Dante infatti è accompagnato fino alle soglie del Paradiso da Virgilio che visse «al tempo degli dei falsi e bugiardi». Nel Cristianesimo, Ebraismo, Islam l'umano desiderio di immortalità viene appagato con la fede nella risurrezione. L'inferno invece viene a placare il desiderio di una giustizia trascendente.
D'altra parte nelle religioni indiane (Induismo, Buddismo, Giainismo ecc.) il desiderio è generalmente visto in chiave negativa: dividendo la percezione in soggetto desiderante ed oggetto desiderato frantuma la realtà percepita e costringe l'uomo ad una perpetua sete di dominio mai pienamente saziabile.
Di conseguenza troncare le forze del desiderio alla radice è l'idea alla base di buona parte delle pratiche di liberazione orientali (alcuni esempi sono: l'ascesi, l'agire senza attaccamento al frutto dell'azione o la gnosi buddista la quale invita a meditare sull'Io -cioè il soggetto desiderante- sino a scoprirne l'inconsistenza oggettiva).
Secondo lo psicoanalista francese Jacques Lacan, il desiderio può essere definito una volizione dell'inconscio, è il soggetto dell'inconscio che si manifesta attraverso il desiderio. In questo caso l'uomo vive si una trascendenza ma del tutto immanente.

### Fonti
- Platone, Il Simposio
- Platone, Fedone
- Epicuro, Lettera a Meneceo
- Baruch Spinoza, Etica
- Friedrich Nietzsche, Genealogia della morale
- Friedrich Nietzsche, Il crepuscolo degli idoli

### Studi
- Alfonso Amendola, Emilio D'Agostino, Serena Santonicola (a cura di), Il desiderio preso per la coda. Rappresentazioni, applicazioni, teorie, Plectica, 2008
- Judith Butler, Soggetti di desiderio, Laterza, 2009
- Fulvio Carmagnola, Il desiderio non è una cosa semplice. Figure di àgalma, Mimesis, 2008
- Lia Cigarini, La politica del desiderio, Parma, Pratiche, 1995
- Guido Cusinato, Periagoge. Teoria della singolarità e filosofia come 'cura del desiderio' , QuiEdit 2014
- Françoise Dolto,Il gioco del desiderio. Saggi clinici, Torino, SEI, 1987 ISBN 88-05-03976-4
- Camille Dumoulié, Il desiderio. Storia e analisi di un concetto, Einaudi, 2002
- Nicola Gardini (a cura di), Il senso del desiderio, Crocetti editore, 2001
- René Girard, Il risentimento. Lo scacco del desiderio nell'uomo contemporaneo, Raffaello Cortina, Milano 1999 (ISBN 88-707-8569-6).
- Fredric Jameson, Il desiderio chiamato utopia, Feltrinelli, 2007
- Emmanuel Lévinas, Dell'evasione, Cronopio, 2008
- Sergio Marzocchi, Disciplina del desiderio. Solidarietà e trasgressione, Boopen, 2007
- Bruno Moroncini e Rosabba Petrillo, L'etica del desiderio. Un commentario del seminario sull'etica di Jacques Lacan, Cronopio, 2007
- Gabriele Pull, Sul desiderio, Liguori, 2003
- Massimo Recalcati, Ritratti del desiderio, Raffaele Cortina editore, 2012
- Massimo Recalcati, La forza del desiderio, Qiqajon, 2014
- Igor Sibaldi, Il mondo dei desideri,  TLON, 2016.
- Gianni-Emilio Simonetti, La sostanza del desiderio. Cibo, piaceri e cerimonie, DeriveApprodi, 2005
- Ugo Volli, Figure del desiderio, Cortina Editore, 2002